# A nemzet ellensége
A nemzet ellensége a Fekete tükör című brit sci-fi sorozat tizenharmadik epizódja, amit a sorozat showrunnere, Charlie Brooker írt, és James Hawles rendezett. 2016. október 21-én mutatta be a Netflix, a harmadik évad többi részével egyszerre. 89 perces hosszával a sorozat leghosszabb epizódja.
A klasszikus skandináv krimik által inspirált történetben Karin Parke és Blue Coulson nyomozók próbálnak utánajárni több rejtélyes halálesetnek, amelyek valamilyen módon összefüggésbe kerülnek egy, a közösségi médiában terjedő kampánnyal és a méhek kihalását követően használt robotméhekkel.
A környezetvédelem és a kormányzati megfigyeléssel szembeni aggályok témáját is tárgyaló epizód alapvetően pozitív kritikákat kapott.

## Cselekmény
Karin Parke nyomozónak egy bizottság előtt kell beszámolnia a Jo Powers halála kapcsán kezdődött nyomozásról, és arról, hogy ennek során pontosan mi is történt. Powers egy ismert szélsőjobboldali újságírónő volt, akit sokan gyűlöltek, különösen azután, hogy lehozott egy dehonesztáló cikket egy önmagát felgyújtó mozgássérült aktivistáról. Parke együtt nyomoz Blue Coulsonnal és Nick Sheltonnal a haláleset kapcsán - az első számú gyanúsított a férje, aki viszont azt állítja, hogy a nő a saját torkát vágta el egy borosüveggel. Mivel a tetthelyen találnak egy mocskolódó felirattal ellátott tortát is, utánajárnak, hogy ki küldte - az illető egy általános iskolai tanárnő, aki elismeri, hogy kitweetelte, hogy "Halál Jo Powers-re", de tagadja, hogy ténylegesen ölési szándéka lett volna.
Másnap a rapper Tuskra száll rá a közösségi média, miután élő adásban megszégyenítette egy fiatal rajongóját. Nem sokkal később rosszul lesz, és kórházba szállítják, ahol meghal az MRI-készülékben, miután az kitép az agyából egy fémeszközt. Ez az eszköz nem más, mint egy robotméh - a Granular nevű cég gyártja őket, a kormány jóváhagyásával, ugyanis a méhek, sok más állathoz hasonlóan, gyakorlatilag kipusztultak. Mint kiderül, Powers testében is ugyanilyen robotméh volt. Parke és Coulson elmennek a Granularhoz, ahol Rasmus Sjoberg segítségét kérik. Sjoberg beavatja őket a technológia működésébe, és felfedezi, hogy az egyik méhe furcsán viselkedik. Az állambiztonság is bekapcsolódik a nyomozásba, Shaun Li képviseletében.
Coulson egy videóból rájön, hogy a #DeathTo hashtag használatával különféle spambotok felgerjesztik a közösségi médiában, hogy valakinek sokan a halálát kívánják, és akit egy nap a legtöbben jelölnek meg, az tényleg meg is hal. Most éppen Clara Meades vezeti ezt a listát, aki egy háborús emlékhely mellett készített magáról egy illetlen fotót. Miközben Meades-t biztonságba viszik, a Granular hirtelen elveszti az irányítást a robotméhek felett, amelyek csapatosan rohanják meg a rejtekhelyet. Parke és Coulson mindent megtesznek, de egy méh így is bejut és megöli Meades-t.
Coulson kikövetkezteti, hogy ha a méhek ennyire jól tudják, hogy ki a célpontjuk, akkor rendelkezniük kell arcfelismerő képességgel. Sjoberg elismeri, hogy ez így van, ugyanis a kormány az állampolgárok megfigyelésére is használja őket. Ekkorra széles körben elterjed a hashtaggel gyilkolás lehetősége, és a lista tetején jelenleg Tom Pickering kincstári kancellár áll. Parke kivallatja a valamikor a Granularnál dolgozó Tess Wallandert, aki elmondja, hogy öngyilkos próbált lenni, miután nem bírta elviselni az őt érő online gyűlölködést, ám a lakótársa, a  szintén ex-Granularos Garrett Scholes megmentette az életét. Nagy meglepetésre a robotméhek szoftverében elrejtésre került Scholes arcképe és egy kiáltvány, melyben szerepel, hogy azt akarja, hogy az emberek igenis vállaljanak felelősséget a tetteikért, és ne bújjanak az online világ anonimitása mögé. Ugyan Scholes fél éve elhagyta az országot, de a kiáltványban szereplő képben ott maradtak a koordinátái, ahol készítette azt, így oda tudnak menni.
A rendőrség megrohamozza az épületet, ahol találnak egy eszközt, rajta mindenkinek a nevével és az arcával, aki valaha is használta a #DeathTo hashtaget. Parker azonnal rájön, hogy a hírességek megölése volt a csali, és Scholes azokkal akart végezni, akik névvel-arccal követelték az interneten más emberek halálát. Coulson és Sjoberg megpróbálják leállítani a rendszert, de Parke szerint ez is egy trükk, és ha megpróbálják, akkor azonnal aktiválódik a gyilkolás. Li nem hisz nekik és lekapcsoltatja azt. Egy ideig úgy tűnik, hogy minden rendben van, ám hirtelen összeomlik a rendszer, és a robotméhek végeznek mind a 387.036 emberrel, aki használta a hashtaget.
A bizottsági meghallgatás végén Parke elmondja, hogy úgy tudja, Coulson eltűnt, de valószínűleg öngyilkos lett Parke szabadon távozhat, Lire viszont minden valószínűség szerint büntetés vár a rossz döntéséért. Az ügy miatt most Parke lett az, akit országszerte gyűlölnek. Váratlanul kap egy üzenetet egy ismeretlen számról - ő és Coulson titokban még mindig nyomoznak, Coulson pedig megtalálta Scholes-t.

## Szereplők
| Szerep          | Színész              | Magyar hang[forrás?] |
| --------------- | -------------------- | -------------------- |
| Karin Parke     | Kelly Macdonald      | Balázsovits Edit     |
| Blue Coulson    | Faye Marsay          | Ullmann Mónika       |
| Shaun Li        | Benedict Wong        | Harmath Imre         |
| Rasmus Sjoberg  | Jonas Karlsson       | Markovics Tamás      |
| Nick Shelton    | Joe Armstrong        | Moser Károly         |
| Jo Powers       | Elizabeth Berrington | Németh Kriszta       |
| Tusk            | Charles Babaloa      | Baradlay Viktor      |
| Tom Pickering   | Ben Miles            | Rosta Sándor         |
| Clara Meades    | Holli Dempsey        | Mezei Kitty          |
| Tess Wallander  | Georgina Rich        | Andrádi Zsanett      |
| Garrett Scholes | Duncan Pow           |                      |

## Az epizód készítése
Az epizód alapötlete abból a koncepcióból jött, hogy mi lenne, ha egy robot minden nap megölne valakit, akire a legtöbben szavaznak - ezt a "Fémfej" című epizódban fel is használták. De nagy hatással voltak rá a különféle skandináv krimisorozatok is, mint az "Egy gyilkos ügy". Brooker nehéznek találta a forgatókönyv megírását, ugyanis korábban ugyan írt paródiákat a műfajban, de komoly történetet soha. Mikor megvolt a történet fele, Brooker félretette, és helyette a többin kezdett el dolgozni. Mikor visszatért a munkához, akkor írta bele Garrett Scholes karakterét, a rejtélyes merénylőét.
Nagy hatással volt még rá Ron Johnson "So You've Been Publicly Shamed" című 2015-ös könyve az internetes megszégyenítésről. Brooker maga is megtapasztalta ezt 2004-ben, amikor George W. Bush akkori amerikai elnök kapcsán viccelődött azon, hogy hol vannak most az elnökgyilkos merénylők. Azonnal fenyegető üzenetek százait kapta, ami miatt később nyilvánosan bocsánatot kellett kérnie. Azt is elmondta, hogy szerinte úgy 2013 tájékán lett a véleménye az a közösségi médiáról, hogy az egy toxikus környezet.
A forgatás 23 napig zajlott, 32 különböző helyen, alapvetően Londonban. A képi világ a film noir-ra jellemző színeket használ, még akkor is, amikor a kezdetben lokális cselekmény hirtelen globálissá válik. Költségvetési okokból és időhiány miatt csak az utolsó jelenetet vették fel Gran Canarián, ez utóbbiból kimaradt egy snitt, amikor Coulson egy kést rejt a táskájába.
A grafikus elemek és a közösségi média felületei lényegesek voltak a sztori szempontjából, ezért különösen részletesen kellett őket kidolgozni. A Painting Practice készítette a robotméhek terveit, amelyeknek egyszerre kellett méhekre hasonlítaniuk, és egyszerre kellett félelmetesnek is lenniük.
Az epizód hossza 89 perc, ezért még azt is tervezték, hogy érdemes lenne kettészedni, de mivel a "Fekete tükör" egy antológiasorozat, és a Netflixen nem annyira kötöttek e téren, ezért úgy határoztak, hogy egyben hagyják.

## Forráshivatkozások
1. ↑  Black Mirror Season 3 Review: The Future Is Brighter on Netflix (angol nyelven). Collider, 2016. október 21. (Hozzáférés: 2023. július 2.)
2. ↑  September 09, James Hibberd Updated: 'Black Mirror' creator breaks silence on season 3 episodes (angol nyelven). EW.com. (Hozzáférés: 2023. július 2.)
3. ↑  Jonze, Tim. „Charlie Brooker: 'Someone threatened to smuggle a rifle through customs and kill me'”, The Guardian, 2016. október 19. (Hozzáférés: 2023. július 2.) (brit angol nyelvű)
4. ↑  https://www.npr.org/2016/10/20/498683379/black-mirror-creator-dramatizes-our-worst-nightmares-about-technology

## Fordítás
Ez a szócikk részben vagy egészben  a   Hated in the Nation című angol Wikipédia-szócikk ezen változatának fordításán alapul.  Az eredeti cikk szerkesztőit annak laptörténete sorolja fel. Ez a jelzés csupán a megfogalmazás eredetét és a szerzői jogokat jelzi, nem szolgál a cikkben szereplő információk forrásmegjelöléseként.